# Сухомлинов, Данила Андреевич
Данила Андреевич Сухомлинов (род. 31 августа 2002, Воронеж) — российский футболист, полузащитник «Нефтехимика».

## Клубная карьера
С 6 лет начал заниматься в воронежском «Факеле», через 8 лет перешёл в белгородский «Энергомаш», через 2,5 года, в начале 2019 — в «Мастер-Сатурн» (Егорьевск), попал в символическую сборную сезона ЮФЛ 2019/20. Зимой 2019 провёл стажировку в немецком «Юрдингене 05». Болельщик ЦСКА.
3 июля 2020 года перешёл в «Ростов», а 1 октября подписал с клубом пятилетний контракт. Дебютировал за взрослую команду 8 ноября 2020 года в матче чемпионата России с ЦСКА, выйдя на замену на 90-й минуте. В дебютном сезоне Сухомлинов провёл три матча в РПЛ. В сезоне 2021/22 россиянин стал получать больше игрового времени, часто выходя в стартовом составе. 21 ноября 2021 года в матче чемпионата России против «Уфы» (2:2) он отметился первым голевым действием за «Ростов», отдав голевую передачу на Понтуса Алмквиста. По итогу сезона провёл 22 матча во всех турнирах.
18 июня 2022 года до конца сезона 2022/23 перешёл на правах аренды в «СКА-Хабаровск». 31 июля 2022 года в матче Первой лиги против «Краснодара-2» (0:1) он дебютировал за «армейский» клуб, выйдя на замену на 80-й минуте. С конца августа и до конца года Сухомлинов оставался в запасе во всех матчах, а в январе 2023 года «СКА-Хабаровск» исключил его из заявки. В сезоне 2022/23 провёл всего 5 матчей.
15 сентября 2023 года на правах арендного соглашения перешёл в ярославский «Шинник» до конца сезона 2023/24. 17 сентября в матче 10-го тура Первой лиги против тульского «Арсенала» (2:0) он дебютировал за новую команду, выйдя на замену во втором тайме. В следующем туре Сухомлинов забил дебютный мяч за «Шинник» и свой первый мяч в карьере, поразив ворота «Родины» (1:4). Летом 2024 года «Шинник» продлил аренду россиянина до конца сезона 2024/25. Перед началом сезона сменил игровой номер с 76-го на 8-й.
27 июня 2025 года стал игроком нижнекамского «Нефтехимика».

## Статистика
| Выступление      | Выступление      | Выступление      | Лига | Лига | Кубки | Кубки | Итого | Итого |
| Клуб             | Лига             | Сезон            | Игры | Голы | Игры  | Голы  | Игры  | Голы  |
| ---------------- | ---------------- | ---------------- | ---- | ---- | ----- | ----- | ----- | ----- |
| Ростов           | Премьер-лига     | 2020/21          | 3    | 0    | —     | —     | 3     | 0     |
| Ростов           | Премьер-лига     | 2021/22          | 21   | 0    | 1     | 0     | 22    | 0     |
| Ростов           | Премьер-лига     | 2023/24          | —    | —    | 2     | 0     | 2     | 0     |
| Ростов           | Итого            | Итого            | 24   | 0    | 3     | 0     | 27    | 0     |
| → СКА-Хабаровск  | Первая лига      | 2022/23          | 4    | 0    | 1     | 0     | 5     | 0     |
| → СКА-Хабаровск  | Итого            | Итого            | 4    | 0    | 1     | 0     | 5     | 0     |
| → Шинник         | Первая лига      | 2023/24          | 18   | 1    | 1     | 0     | 19    | 1     |
| → Шинник         | Первая лига      | 2024/25          | 32   | 1    | 4     | 0     | 36    | 1     |
| → Шинник         | Итого            | Итого            | 50   | 2    | 5     | 0     | 55    | 2     |
| Всего за карьеру | Всего за карьеру | Всего за карьеру | 78   | 2    | 9     | 0     | 87    | 2     |

## Достижения
- Лучший бомбардир ЮФЛ: 2019/20 (8 голов)[16]